# Dawny Żydowski Dom Akademicki w Warszawie

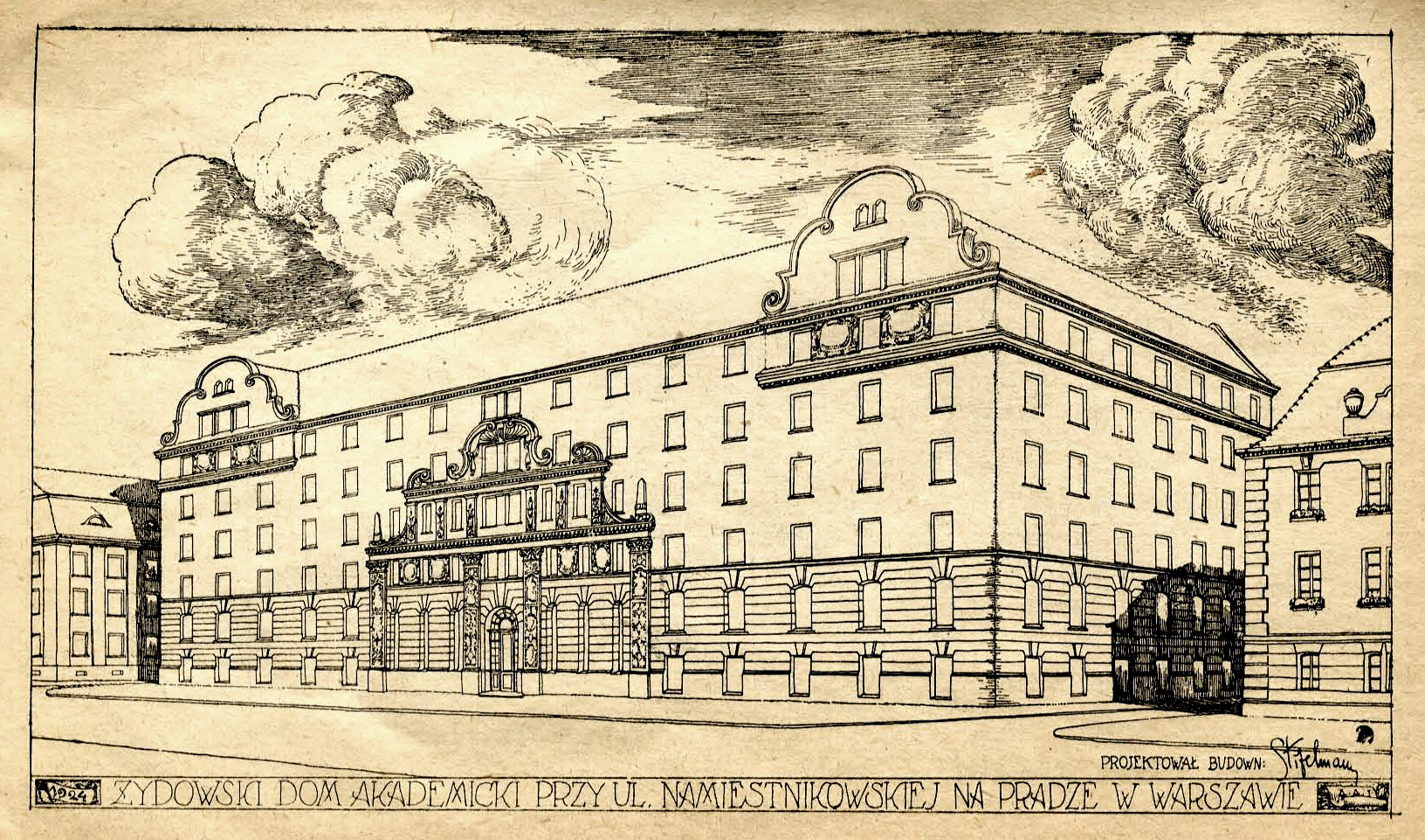
Żydowski Dom Akademicki w Warszawie na rysunku z okresu międzywojennego

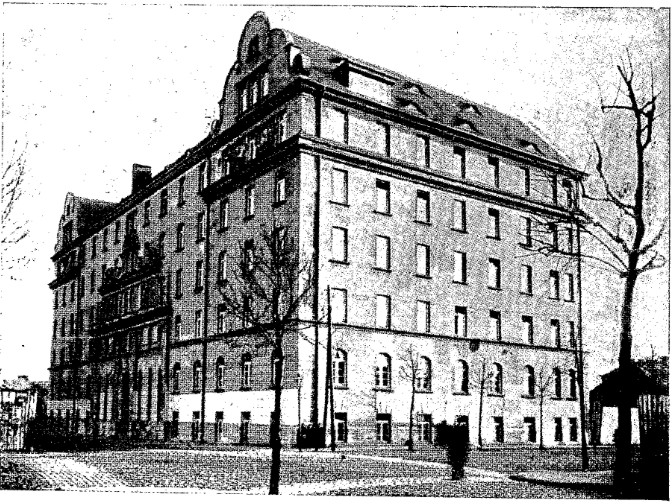
Żydowski Dom Akademicki w Warszawie na fotografii z okresu międzywojennego

Dawny Żydowski Dom Akademicki w Warszawie – zabytkowy budynek przy ul. Józefa Sierakowskiego 7 w dzielnicy Praga-Północ, pierwotnie pełniący funkcję domu studenckiego  dla żydowskich studentów uczelni warszawskich.

## Historia
Gmach został wzniesiony w latach 1924–1926 z funduszy Stowarzyszenia Pomocy Studentom Żydowskim (Auxilium Academicum Judaicum). Inicjatorem inwestycji był Mojżesz Koerner, a parcelę na ten cel ofiarowali żydowscy kupcy i przemysłowcy Pragi.
Uroczystość otwarcia Domu Akademickiego odbyła się 8 grudnia 1926. Funkcję pierwszego dyrektora pełnił Noah Davidson, a po jego śmierci w 1928 funkcję tę objął Ignacy Schiper.
W okresie międzywojennym w domu mieszkało ok. 300 studentów, wśród nich Menachem Begin, student Wydziału Prawa Uniwersytetu Warszawskiego, w latach 1977–1983 premier Izraela oraz laureat Pokojowej Nagrody Nobla.
W gmachu przed 1939 pracownię posiadali znani malarze bracia-bliźniacy Efraim i Menasze Seidenbeutel.
W czasie okupacji niemieckiej gmach służył Szpitalowi Przemienienia Pańskiego, przeniesionemu tutaj we wrześniu 1939 ze swojej siedziby przy placu Weteranów. Tutaj m.in. operowano Tadeusza Krzyżewicza „Buzdygana”, śmiertelnie rannego w akcji pod Arsenałem, a także dwóch uczestników zamachu na Franza Kutscherę – jego dowódcę Bronisława Pietraszewicza „Lota” oraz Mariana Sengera „Cichego”.
Budynek nie został zniszczony podczas walk o Pragę we wrześniu 1944. Po wkroczeniu Armii Czerwonej został zajęty najprawdopodobniej przez NKWD, a na przełomie 1945 i 46 roku przeniesiono tam z ul. Strzeleckiej 8 Wojewódzki Urząd Bezpieczeństwa Publicznego. Budynek stał się miejscem kaźni ofiar bezpieki. Po 1956 roku był użytkowany przez Wojewódzką Komendę Milicji Obywatelskiej. Później został przebudowany na dom akademicki Wyższej Szkoły Oficerskiej Ministerstwa Spraw Wewnętrznych. Następnie pełnił funkcję hotelu dla pracowników policji. O jego zwrot zabiega Gmina Wyznaniowa Żydowska w Warszawie.

## Architektura
Autorem projektu budynku był Henryk Stifelman. Obiekt wzniesiono w stylu neorenesansowym (historyzmu). Ma monumentalną fasadę, którą zdobią płaskorzeźby przedstawiające sceny alegoryczne czterech nauk: przyrodoznawstwa, prawa, budownictwa i medycyny. Znajduje się na niej kartusz z literami „AAJ” (skrót od nazwy inwestora: Auxilium Academicum Judaicum). W sieni na drewnianym suficie umieszczono Gwiazdę Dawida.
Gdy gmach oddawano do użytku, mieścił 147 pokoi mieszkalnych (10 jednoosobowych, 122 dwuosobowe, 7 trzyosobowych, 8 czteroosobowych), z umywalkami, natryskami i toaletami. Znajdowały się w nim także m.in. sala gimnastyczna, czytelnia, biblioteka, pokoje do gier rozrywkowych, pokoje do przyjmowania odwiedzin, izba chorych z gabinetem lekarskim, łazienki, fryzjernia, ciemnia fotograficzna, sala odczytowa im. Alberta Einsteina na 300 miejsc, klub, pracownia radiowa, sale do nauki i rysunków.
W 2005 roku budynek został wpisany do rejestru zabytków.